# Metro van Valencia
De metro van Valencia (Spaans: Metro de Valencia) vormt een belangrijk deel van het openbaar vervoer in Valencia in Spanje. Zij bestaat uit zes lightraillijnen, met metro-achtige kenmerken voor de delen in het centrum. Daarnaast zijn er vier tramlijnen met ook enkele ondergrondse stations. Het totale net heeft meer dan 134 kilometer spoor, waarvan ongeveer 19 kilometer ondergronds.
Het eerste deel werd geopend op 8 oktober 1988. Het net ontstond door bestaande in meterspoor uitgevoerde regionale spoorlijnen aan beide zijden van de stad door tunnels met elkaar te verbinden. De lightraillijnen 1 2 7 zijn gebundeld in een tak naar het zuiden, de lijnen 3 5 9 in een tak naar het westen. Officieel behoren de lijnen 4 6 8 en 10 tot Metrovalencia, maar deze tramlijnen wordt onafhankelijk van de metrolijnen bedreven. Voor het net is de FGV, de spoorwegmaatschappij van de regio Valencia, verantwoordelijk.

## Geschiedenis

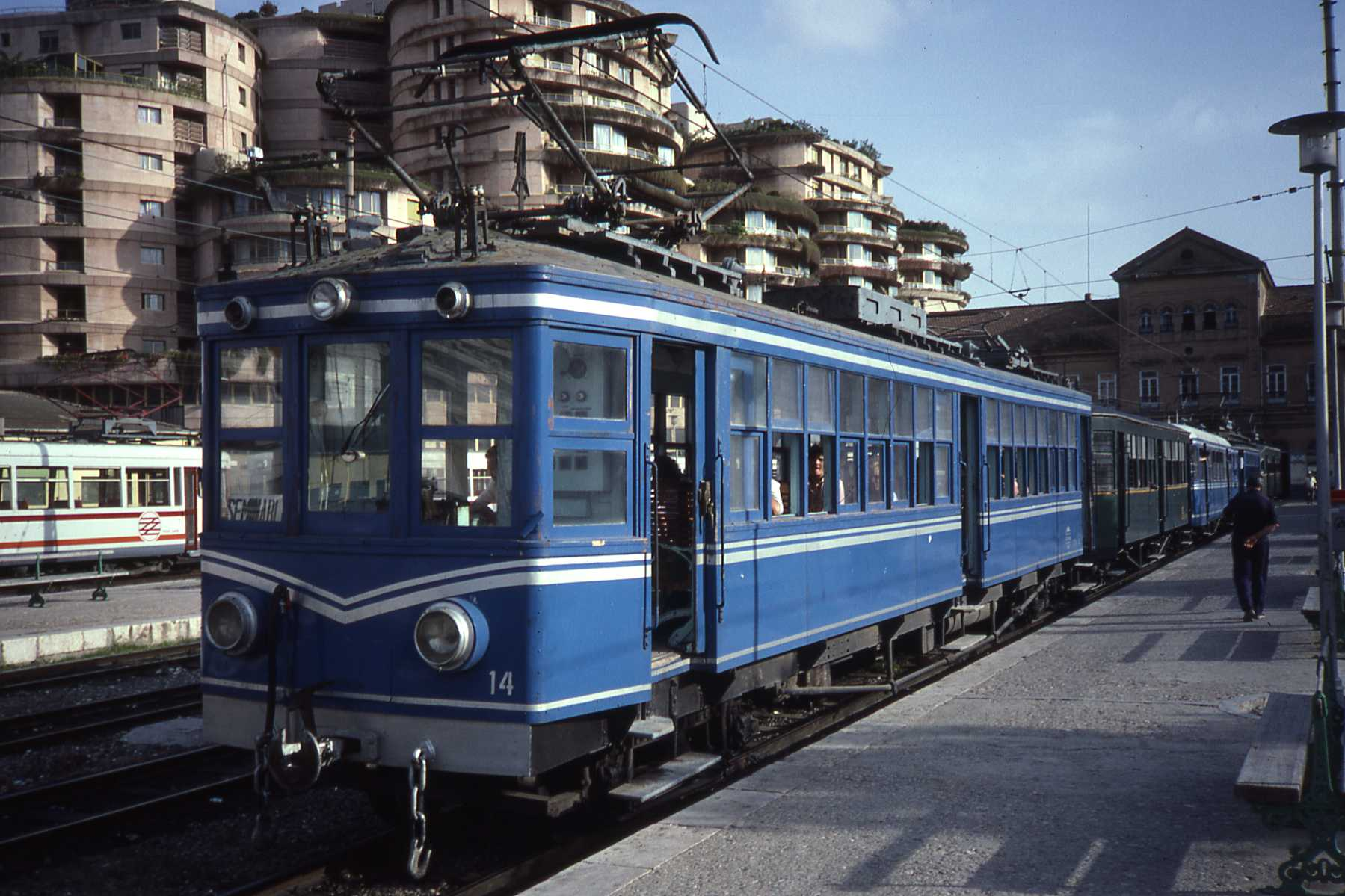
Het kopstation van Pont de Fusta in 1987

Vanaf 1888 werden de eerste meterspoor lokaalspoorwegen aangelegd die de stad Valencia verbonden met de streek. De tram en spoorwegmaatschappij "Compañía de Tranvías y Ferrocarriles de Valencia" (CTFV) elektrificeerde in de jaren twintig van de twintigste eeuw de lokaalspoorlijnen in het noorden van de stad die vertrokken vanuit het kopstation "Estació del Pont de Fusta". Dit zijn de vier lijnen naar Llíria, Bétera, Rafelbuñol en El Grau. De geïsoleerde spoorlijn van het kopstation Estació de Jesús in Valencia tot Villanueva de Castellón werd in de jaren vijftig van de twintigste eeuw geëlektrificeerd. Dit elektrisch spoornet werd in 1964 overgenomen door het nationaal spoorwegbedrijf voor smalspoor de "Ferrocarriles de Vía Estrecha" (FEVE). Op zijn beurt nam in 1986 de FGV het voorstadsnet van de FEVE over.

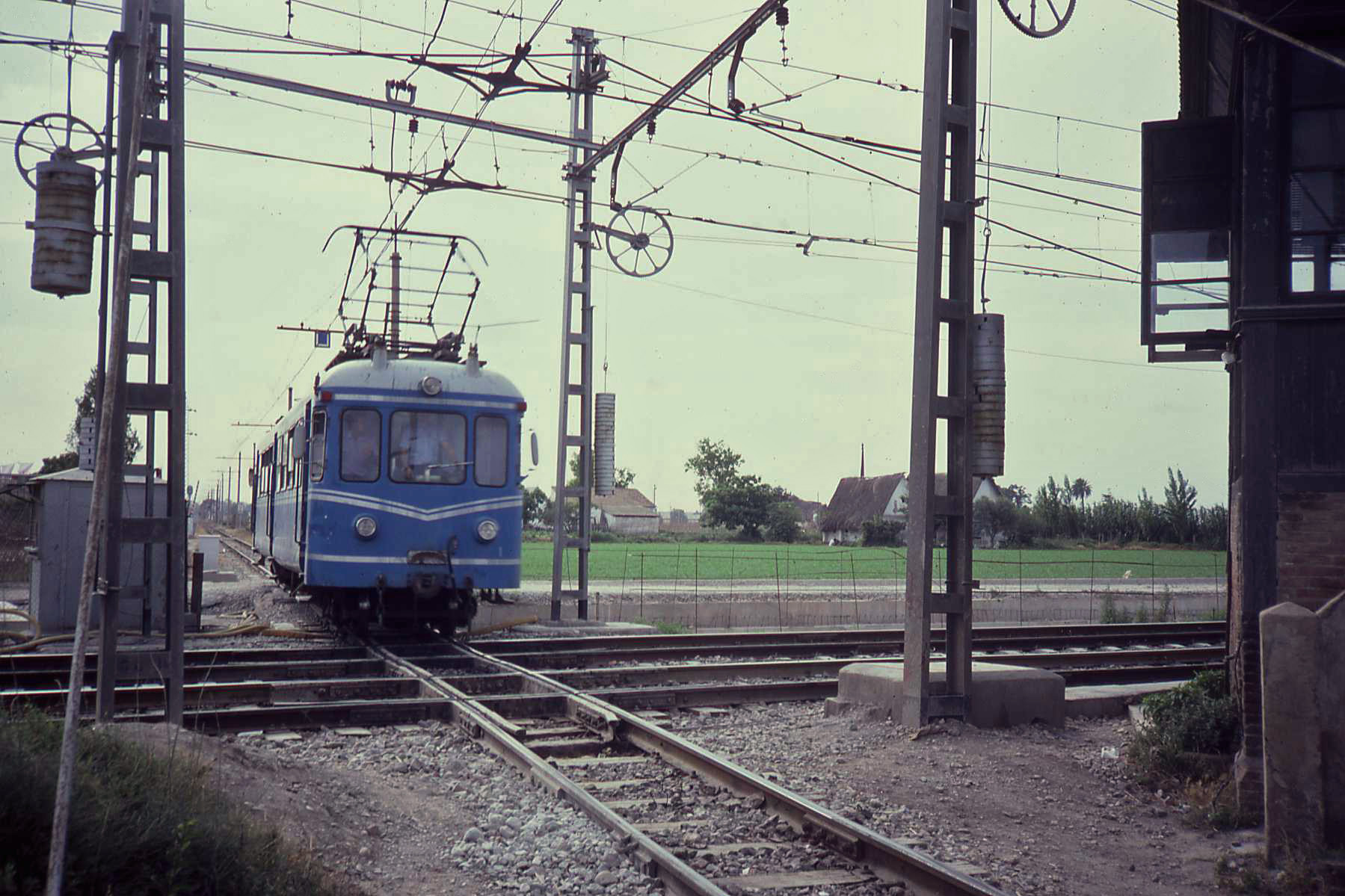
De lijn naar El Grau kruiste gelijkvloers de hoofdspoorlijn. De hoofdspoorlijn is nu ondergronds, er rijdt een tram op deze route en de wijk is volgebouwd

Op 8 oktober 1988, honderd jaar na de eerste aanleg van de eerste smalspoorlijn in Valencia werd de eerste metrospoortunnel geopend tussen het zuidelijk eindpunt Estació de Jesús en Empalme, het station waar de lijnen naar Llíria en Bétera samenkomen. De voormalige spoorroute van Empalme tot het kopstation Pont de Fusta en de spoorlijn naar El Grau, werd omgebouwd tot tramlijn 4. Kenmerkend is dat deze tramlijn in beide richtingen heen terug rijdt naar het voormalig station. Hierdoor zijn er tijdelijk vier tramsporen naast elkaar en wordt er gekeerd met een dubbelsporige lus. De spoorlijn naar Rafelbuñol (metrolijn 3) werd eveneens met een spoortunnel verbonden met het metronet. De metrolijn naar de luchthaven (metro 3 & 5) is een nieuw aangelegde metrolijn. Lijn 5 is ontstaan als een metrolijn naast een tramlijn. Tussen de twee bestaat geen doorgaande verbinding, maar kan er overgestapt worden. Om het verschil tussen metro en tram te benadrukken is tramlijn 5 omgenummerd naar tramlijn 8.
De exploitatie van de tram-, bus- en trolleybuslijnen van de CTFV werd in 1964 overgenomen door de "Sociedad Anónima Laboral de Transportes Urbanos de Valencia" (SALTUV). In 1986 werd deze onderneming op zijn beurt werd overgenomen door de huidige exploitant, "Empresa Municipal de Transportes de Valencia", de EMT. Het oude stadstramnet (de eerste paardentram in 1876) werd opgeheven op 20 juni 1970. Er is een volledige tariefintegratie tussen de Metrovalencia en EMT bedrijven.

## Lijnen
Het lijnennet in 2008:
| Lijn | Route                                                               | Type spoor      | Lengte                                       | Lengte                                       | aantal stations                              | Passagiers in 2008                           |
| Lijn | Route                                                               | Type spoor      | km                                           | mi                                           | aantal stations                              | Passagiers in 2008                           |
| ---- | ------------------------------------------------------------------- | --------------- | -------------------------------------------- | -------------------------------------------- | -------------------------------------------- | -------------------------------------------- |
|      | Llíria/Bétera - Torrent Avinguda/Villanueva de Castellón            | Regionale trein | 95,2                                         | 59,5                                         | 59                                           | 20.650.928                                   |
|      | Tavernes Blanques (Zuid) - Natzaret                                 | Metro + tram    | In aanleg. Oplevering verwacht in 2016-2017. | In aanleg. Oplevering verwacht in 2016-2017. | In aanleg. Oplevering verwacht in 2016-2017. | In aanleg. Oplevering verwacht in 2016-2017. |
|      | Rafelbunyol - Aeroport                                              | Metro           | 19,8                                         | 12,4                                         | 27                                           | 27.306.347                                   |
|      | Mas del Rosari/Ll. Llarga/Fira – Dr. Lluch                          | Tram            | 9,8                                          | 6,1                                          | 33                                           | 4.506.164                                    |
|      | Neptú ~ Marítim-Serreria - Aeroport/Torrent Avinguda                | Metro + tram    | 24,1                                         | 14,9                                         | 31                                           | 15.057.074                                   |
|      | Tossal del Rei - Marítim Serrería                                   | Tram            | 10,8                                         | 6,7                                          | 21                                           | 432.654                                      |
|      | Tavernes Blanques (Oost) - Torrent Avinguda/Villanueva de Castellón | Regionale trein | Gepland                                      | Gepland                                      | Gepland                                      | Gepland                                      |
|      | Faitanar/Bonaire - La Fe/Silla                                      | Metro + tram    | Gepland                                      | Gepland                                      | Gepland                                      | Gepland                                      |
|      | Port Saplaya - Marítim Serrería                                     | Tram            | Gepland                                      | Gepland                                      | Gepland                                      | Gepland                                      |

## Plannen

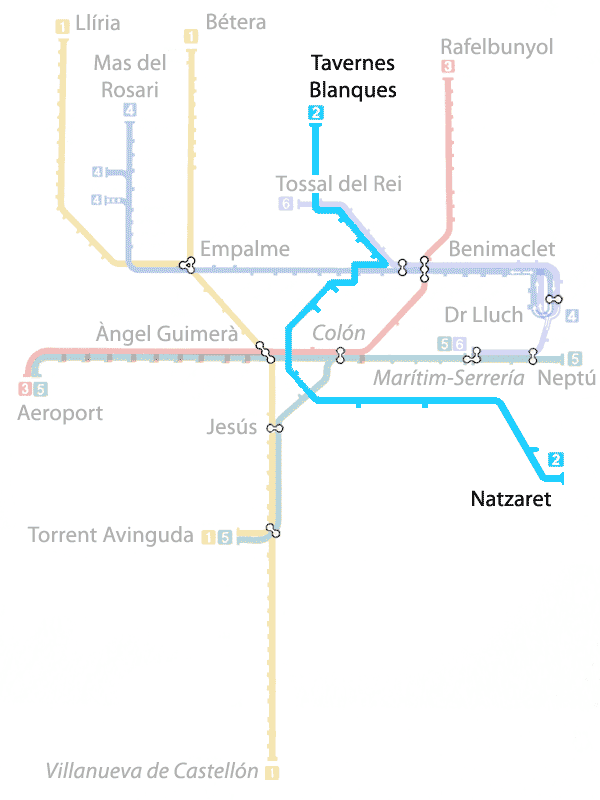
De toekomstige tweede lijn in het huidige netwerk.

Momenteel wordt er gewerkt aan de te realiseren tweede lijn, die het noorden met het zuidoosten van de stad moet gaan verbinden. De lijn bestaat uit twee delen. Het noordelijke deel gaat van Tavernes Blanques/Orriols/Torrefiel via de oude stad naar station Xàtiva, nabij het belangrijkste spoorwegstation València-Nord. Het zuidelijke deel gaat ook vanuit Xàtiva via de Ciutat de les Arts i les Ciències naar de wijk Natzaret.
Als eerst zal het noordelijke deel - bestaande uit 12 stations en 6 km spoor - worden gebouwd, zodat de universiteit beter te bereiken wordt. De lijn zal vlak bij station Pont de Fusta onder de grond gaan tot aan Xàtiva. Door dit deel zullen er drie stations komen in de oude binnenstad. Eén zal aan de Plaça del Mercat (als station Mercat) komen, bij de grootste markt van de stad. Verder één aan de Mossén Sorell-markt en de derde bij de Serranos-torens, die een symbool zijn van de stad. Door het laatste station is de Plaça de la Virgin ook beter te bereiken.

## Ongelukken
- Op 9 september 2005 reden twee metrostellen tegen elkaar op lijn 1, tussen Paiporta en Picanya. Hierbij raakten 35 mensen gewond waarvan er vier naar het ziekenhuis moesten worden afgevoerd. Het ongeluk had geen doden tot gevolg.
- Op 3 juli 2006 ontspoorde een metro tussen Jesús en Plaça d'Espanya. 43 personen werden gedood en meer dan veertig raakten gewond.

## Fotogalerij

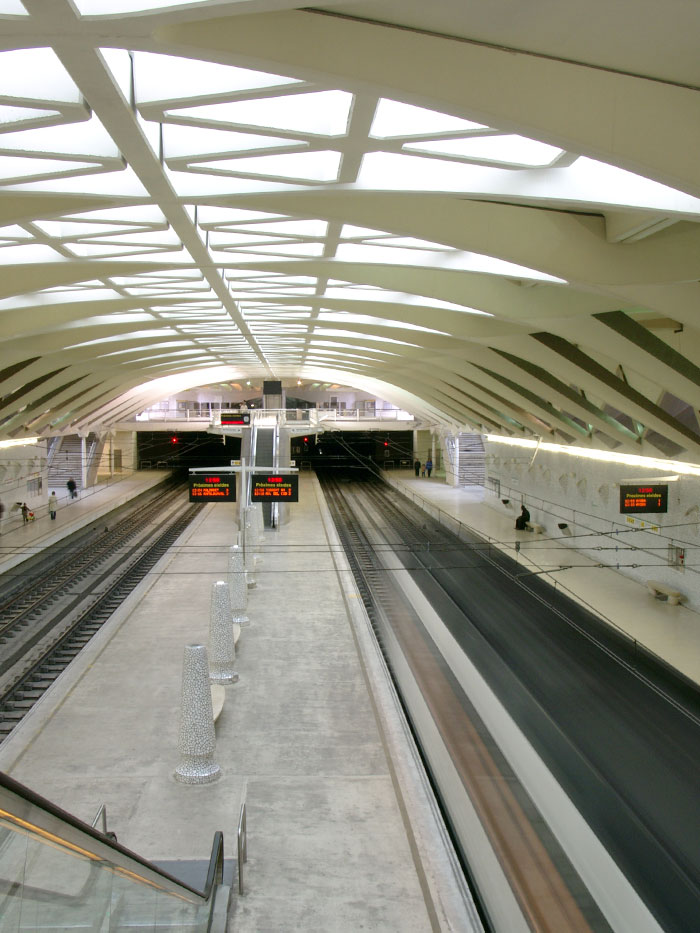
Station Alameda
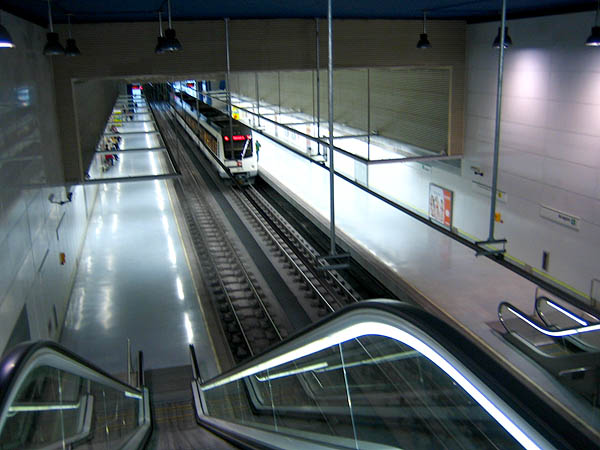
Station Aragon
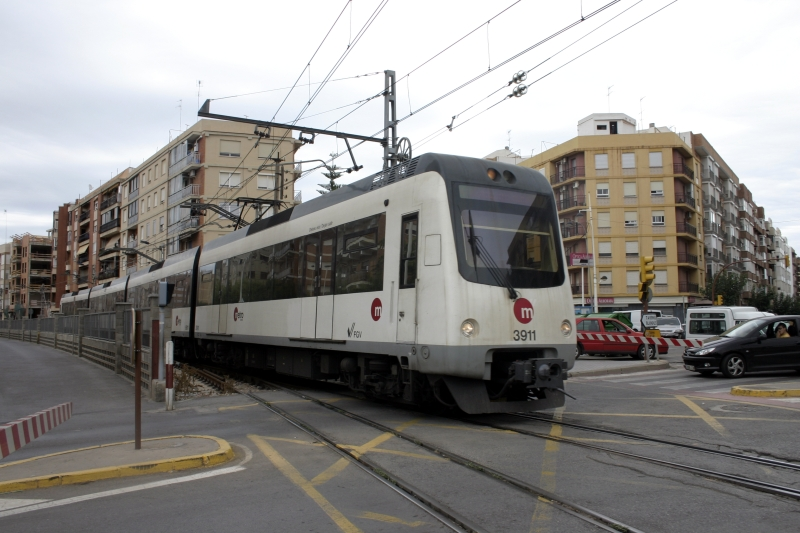
Het nieuwste tramstel (EMU 3900 serie)
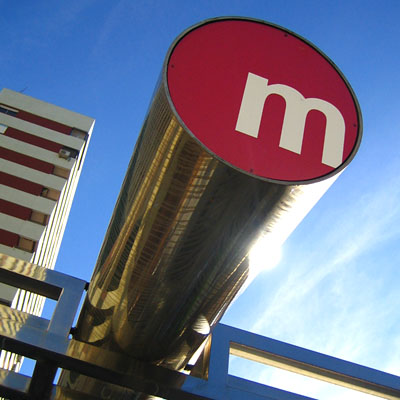
Het logo van de metro